# Argirodita
La argirodita en un mineral de la clase de los minerales sulfuros. Fue descubierto en 1886 y su nombre deriva del griego argyrodes, en alusión a la plata que tiene.
Fue descubierto en 1885 por Albin Weisbach, Frofesor de mineralogía en Freiberg, en la mina Himmelsfürst, Erzgebirge, Freiberg, Sajonia, Alemania.  Encargó su análisis a Clemens Winkler, profesor de química, que encontró que se trataba de un sulfuro de plata, que contenía además alrededor del 7% de otra substancia, que finalmente resultó ser un nuevo elemento, al que Winkler dio el nombre de germanio, en honor a su país natal, publicando sus resultados a primeros de 1886. El mineral de Freiberg había sido antes descrito imperfectamente por August Breithaupt  bajo el nombre de plusinglanz, y los cristales de Bolivia fueron incorrectamente descritos en 1849 como brongniardita cristalizada.

## Características químicas
Su alto contenido en los elementos codiciados de plata (76 % del mineral) y germanio lo hacen llamativo en la minería. Suele tener también impurezas de hierro, antimonio y estaño.

## Formación y yacimientos
Se le puede encontrar en depósitos polimetálicos formados a baja temperatura —en Alemania—, así como en depósitos de plata y estaño formados a alta temperatura —en Bolivia—.
Minerales comúnmente asociados: estefanita, pirargirita, polibasita, canfieldita o acantita.

## Usos
Se extrae mezclada con otros sulfuros metalíferos como mena de plata y de los otros metales que contiene.